# 김형균
김형균(1969년 5월 14일 ~)은 OB 베어스에서 등번호 58번을 달았던 전 야구 선수다. 덕수고등학교를 졸업했으며, 대만 프로야구에서 프로 생활을 마쳤다. 현재 사회인 야구팀 상록수 에인절스에서 마무리 투수로 뛰고 있다.

## 같이 보기
- 1991년 OB 베어스 시즌